# Worecznice
Worecznice (Sacculina) – rodzaj skorupiaków z grupy wąsonogów. Pasożyt krabów (przypuszcza się, że zarażonych Sacculiną może być nawet 50% krabów). Sacculina obejmuje wiele różnych gatunków zbliżonych budową, trybem życia i występowaniem.
BudowaSamce worecznic prowadzą początkowo wolno żyjący tryb życia, mogą również przekształcić się w postać pasożytniczą. Samice żyją wewnątrz kraba (najczęściej płci męskiej), jako rozgałęziony organizm oplatający narządy wewnętrzne żywiciela. Po zewnętrznej, spodniej stronie kraba znajduje się externa, czyli worek lęgowy. Sacculina ma wolno żyjące larwy przypominające pąkle.
WystępowanieKosmopolityczne.
Tryb życiaZ zapłodnionych jaj wylęgają się rozdzielnopłciowe larwy, przypominające larwy pąkli. Larwy samic pełzają w poszukiwaniu krabów, przyczepiając się do ich pancerzy. Następnie larwa wędruje po pancerzu skorupiaka, poszukując złącza między płytami pancerza. Tam wnika, gubiąc własną skorupkę. Następnie samica przekształca się w galaretowatą, rozgałęzioną formę, oplatającą narządy wewnętrzne kraba. Na zewnątrz organizmu żywiciela, po brzusznej stronie, tworzy worek lęgowy – externę. Sacculina przejmuje zupełną kontrolę nad krabem, między innymi prowokuje go do zachowań typowych dla samicy, sterylizuje oraz powstrzymuje wzrost i linienie. Samica zmusza kraba do poszukiwań samców Sacculiny. Gdy samiec zostanie znaleziony, w pancerzu kraba wytwarza się otwór, przez który partner wchodzi do wnętrza ciała. Następuje zapłodnienie jaj, które następnie są składane, a krab opiekuje się nimi jak swoimi własnymi. Samiec wychodzi z kraba tym samym otworem. Sacculina wewnątrz kraba odżywia się, absorbując składniki odżywcze z narządów wewnętrznych żywiciela. Krab utrzymywany jest przy życiu tak długo, jak długo żyje pasożyt.